# Mecze reprezentacji Polski w piłce siatkowej kobiet w Grand Prix
Polki w rozgrywkach Grand Prix zadebiutowały w 2004 roku. Najwyższe jak dotychczas miejsce jakie uzyskały to 6. w turnieju finałowym w 2007 i 2010 roku.

## Mecze Polski

### Grand Prix 2004
| Nr | Przeciwnik       | Miejsce  | Data     | Wynik (Polska-przeciwnik)               | Impreza           | Raport |
| -- | ---------------- | -------- | -------- | --------------------------------------- | ----------------- | ------ |
| 1. | Rosja            | Kawasaki | 9 lipca  | 0:3 (12:25, 22:25, 17:25)               | Faza eliminacyjna |        |
| 2. | Japonia          | Kawasaki | 10 lipca | 3:2 (22:25, 25:16, 25:14, 28:30, 15:11) | Faza eliminacyjna |        |
| 3. | Włochy           | Kawasaki | 11 lipca | 0:3 (15:25, 21:25, 22:25)               | Faza eliminacyjna |        |
| 4. | Korea Południowa | Manila   | 16 lipca | 3:0 (25:21, 25:22, 25:21)               | Faza eliminacyjna |        |
| 5. | Brazylia         | Manila   | 17 lipca | 0:3 (14:25, 22:25, 20:25)               | Faza eliminacyjna |        |
| 6. | Dominikana       | Manila   | 18 lipca | 1:3 (13:25, 26:28, 25:18, 20:25)        | Faza eliminacyjna |        |
| 7. | Włochy           | Hefei    | 22 lipca | 3:0 (25:22, 25:23, 25:18)               | Faza eliminacyjna |        |
| 8. | Chiny            | Hefei    | 23 lipca | 1:3 (19:25, 18:25, 25:23, 15:25)        | Faza eliminacyjna |        |
| 9. | Dominikana       | Hefei    | 24 lipca | 3:1 (21:25, 25:20, 25:22, 25:22)        | Faza eliminacyjna |        |

#### kwalifikacje
| Nr   | Przeciwnik | Miejsce | Data        | Wynik (Polska-przeciwnik)               | Impreza                           | Raport |
| 2003 | 2003       | 2003    | 2003        | 2003                                    | 2003                              | 2003   |
| ---- | ---------- | ------- | ----------- | --------------------------------------- | --------------------------------- | ------ |
|      | Niemcy     | Piła    | 26 sierpnia | 0:3 (20:25, 16:25, 19:25)               | Europejski turniej kwalifikacyjny |        |
|      | Holandia   | Piła    | 27 sierpnia | 3:2 (25:27, 25:17, 22:25, 25:22, 15:11) | Europejski turniej kwalifikacyjny |        |
|      | Grecja     | Piła    | 28 sierpnia | 3:0 (25:20, 25:17, 25:8)                | Europejski turniej kwalifikacyjny |        |
|      | Bułgaria   | Piła    | 30 sierpnia | 3:0 (25:22, 25:20, 27:25)               | Europejski turniej kwalifikacyjny |        |
|      | Rosja      | Piła    | 31 sierpnia | 3:2 (25:19, 23:25, 25:19, 21:25, 15:13) | Europejski turniej kwalifikacyjny |        |

### Grand Prix 2005
| Nr  | Przeciwnik        | Miejsce | Data       | Wynik (Polska-przeciwnik)               | Impreza           | Raport |
| --- | ----------------- | ------- | ---------- | --------------------------------------- | ----------------- | ------ |
| 10. | Japonia           | Tokio   | 24 czerwca | 0:3 (16:25; 11:25, 17:25)               | Faza eliminacyjna |        |
| 11. | Brazylia          | Tokio   | 25 czerwca | 0:3 (22:25, 10:25, 23:25)               | Faza eliminacyjna |        |
| 12. | Korea Południowa  | Tokio   | 26 czerwca | 3:0 (25:21, 25:21, 25:18)               | Faza eliminacyjna |        |
| 13. | Brazylia          | Makau   | 1 lipca    | 0:3 (17:25, 13:25, 19:25)               | Faza eliminacyjna |        |
| 14. | Chiny             | Makau   | 2 lipca    | 0:3 (18:25, 13:25, 14:25)               | Faza eliminacyjna |        |
| 15. | Niemcy            | Makau   | 3 lipca    | 3:2 (22:25, 25:18, 26:24, 18:25, 15:11) | Faza eliminacyjna |        |
| 16. | Japonia           | Bangkok | 8 lipca    | 3:0 (25:22, 25:23, 25:22)               | Faza eliminacyjna |        |
| 17. | Tajlandia         | Bangkok | 9 lipca    | 3:0 (25:19, 25:23, 25:20)               | Faza eliminacyjna |        |
| 18. | Stany Zjednoczone | Bangkok | 10 lipca   | 3:1 (25:18, 25:17, 22:25, 25:22)        | Faza eliminacyjna |        |

#### kwalifikacje
| Nr   | Przeciwnik | Miejsce | Data        | Wynik (Polska-przeciwnik)        | Impreza                           | Raport |
| 2004 | 2004       | 2004    | 2004        | 2004                             | 2004                              | 2004   |
| ---- | ---------- | ------- | ----------- | -------------------------------- | --------------------------------- | ------ |
|      | Holandia   | Ankara  | 21 września | 1:3 (23:25, 25:27, 25:21, 23:25) | Europejski turniej kwalifikacyjny |        |
|      | Rumunia    | Ankara  | 22 września | 3:0 (25:18, 25:14, 25:17)        | Europejski turniej kwalifikacyjny |        |
|      | Bułgaria   | Ankara  | 23 września | 3:0 (25:17, 25:15, 25:18)        | Europejski turniej kwalifikacyjny |        |
|      | Turcja     | Ankara  | 25 września | 1:3 (20:25, 17:25, 25:19, 16:25) | Europejski turniej kwalifikacyjny |        |
|      | Niemcy     | Ankara  | 26 września | 3:1 (18:25, 25:20, 25:15, 25:23) | Europejski turniej kwalifikacyjny |        |

### Grand Prix 2006
| Nr  | Przeciwnik        | Miejsce   | Data        | Wynik (Polska-przeciwnik)               | Impreza           | Raport |
| --- | ----------------- | --------- | ----------- | --------------------------------------- | ----------------- | ------ |
| 19. | Włochy            | Bydgoszcz | 16 sierpnia | 0:3 (23:25, 18:25, 21:25)               | Faza eliminacyjna |        |
| 20. | Stany Zjednoczone | Bydgoszcz | 17 sierpnia | 1:3 (24:26; 22:25; 25:18; 21:25)        | Faza eliminacyjna |        |
| 21. | Dominikana        | Bydgoszcz | 18 sierpnia | 1:3 (23:25; 20:25; 30:28; 17:25)        | Faza eliminacyjna |        |
| 22. | Japonia           | Seul      | 25 sierpnia | 0:3 (18:25, 24:26, 18:25)               | Faza eliminacyjna |        |
| 23. | Rosja             | Seul      | 26 sierpnia | 2:3 (16:25, 30:28, 16:25, 26:24, 6:15)  | Faza eliminacyjna |        |
| 24. | Korea Południowa  | Seul      | 27 sierpnia | 2:3 (25:23, 10:25, 19:25, 22:25, 9:15)  | Faza eliminacyjna |        |
| 25. | Kuba              | Ningbo    | 1 września  | 2:3 (25:18, 27:25, 15:25, 16:25, 9:15)  | Faza eliminacyjna |        |
| 26. | Chiny             | Ningbo    | 2 września  | 0:3 (22:25, 15:25, 14:25)               | Faza eliminacyjna |        |
| 27. | Azerbejdżan       | Ningbo    | 3 września  | 3:2 (25:21, 25:21, 19:25, 22:25, 15:13) | Faza eliminacyjna |        |

#### kwalifikacje
| Nr   | Przeciwnik | Miejsce | Data     | Wynik (Polska-przeciwnik)               | Impreza                                        | Raport |
| 2005 | 2005       | 2005    | 2005     | 2005                                    | 2005                                           | 2005   |
| ---- | ---------- | ------- | -------- | --------------------------------------- | ---------------------------------------------- | ------ |
|      | Rosja      | Baku    | 26 lipca | 3:2 (23:25, 25:19, 17:25, 26:24, 15:10) | Europejski turniej kwalifikacyjny faza grupowa |        |
|      | Rumunia    | Baku    | 27 lipca | 3:0 (25:20, 25:16, 25:18)               | Europejski turniej kwalifikacyjny faza grupowa |        |
|      | Holandia   | Baku    | 28 lipca | 2:3 (25:20, 19:25, 20:25, 25:21, 15:11) | Europejski turniej kwalifikacyjny faza grupowa |        |
|      | Rosja      | Baku    | 30 lipca | 2:3 (25:19, 25:20, 20:25, 23:25, 8:15)  | Europejski turniej kwalifikacyjny – półfinał   |        |
|      | Niemcy     | Baku    | 31 lipca | 3:2 (25:27, 25:13, 25:21, 25:19)        | Europejski turniej kwalifikacyjny – finał      |        |

### Grand Prix 2007
| Nr  | Przeciwnik        | Miejsce  | Data        | Wynik (Polska-przeciwnik)               | Impreza           | Raport |
| --- | ----------------- | -------- | ----------- | --------------------------------------- | ----------------- | ------ |
| 28. | Stany Zjednoczone | Rzeszów  | 3 sierpnia  | 2:3 (25:19, 25:18, 17:25, 15:25, 12:15) | Faza eliminacyjna |        |
| 29. | Chiny             | Rzeszów  | 4 sierpnia  | 2:3 (26:28, 26:24, 15:25, 25:23, 12:15) | Faza eliminacyjna |        |
| 30. | Rosja             | Rzeszów  | 5 sierpnia  | 0:3 (17:25, 16:25, 21:25)               | Faza eliminacyjna |        |
| 31. | Włochy            | Hongkong | 10 sierpnia | 3:1 (26:24, 16:25, 25:18, 25:17)        | Faza eliminacyjna |        |
| 32. | Chiny             | Hongkong | 11 sierpnia | 3:2 (16:25, 21:25, 25:21, 25:16, 15:10) | Faza eliminacyjna |        |
| 33. | Dominikana        | Hongkong | 12 sierpnia | 3:0 (25:16, 25:17, 25:19)               | Faza eliminacyjna |        |
| 34. | Rosja             | Osaka    | 17 sierpnia | 3:0 (25:21, 25:19, 28:26)               | Faza eliminacyjna |        |
| 35. | Japonia           | Osaka    | 18 sierpnia | 3:1 (25:20, 16:25, 25:23, 25:14)        | Faza eliminacyjna |        |
| 36. | Kazachstan        | Osaka    | 19 sierpnia | 3:1 (25:27, 25:20, 25:23, 25:15)        | Faza eliminacyjna |        |
| 37. | Brazylia          | Ningbo   | 22 sierpnia | 0:3 (21:25, 21:25, 17:25)               | Turniej finałowy  |        |
| 38. | Chiny             | Ningbo   | 23 sierpnia | 2:3 (25:21, 15:25, 16:25, 25:22, 9:15)  | Turniej finałowy  |        |
| 39. | Rosja             | Ningbo   | 24 sierpnia | 0:3 (11:25, 22:25, 24:26)               | Turniej finałowy  |        |
| 40. | Holandia          | Ningbo   | 25 sierpnia | 0:3 (22:25, 22:25, 23:25)               | Turniej finałowy  |        |
| 41. | Włochy            | Ningbo   | 26 sierpnia | 3:0 (25:21, 25:18, 25:19)               | Turniej finałowy  |        |

#### kwalifikacje
| Nr   | Przeciwnik  | Miejsce | Data           | Wynik (Polska-przeciwnik)               | Impreza                                             | Raport |
| 2006 | 2006        | 2006    | 2006           | 2006                                    | 2006                                                | 2006   |
| ---- | ----------- | ------- | -------------- | --------------------------------------- | --------------------------------------------------- | ------ |
|      | Holandia    | Warna   | 26 września    | 2:3 (30:28, 25:22, 22:25, 26:28, 10:15) | Europejski turniej kwalifikacyjny faza grupowa      |        |
|      | Azerbejdżan | Warna   | 27 września    | 2:3 (25:23, 20:25, 25:22, 16:25, 07:15) | Europejski turniej kwalifikacyjny faza grupowa      |        |
|      | Bułgaria    | Warna   | 28 września    | 3:1 (20:25, 25:14, 13:25, 14:25)        | Europejski turniej kwalifikacyjny faza grupowa      |        |
|      | Azerbejdżan | Warna   | 30 września    | 3:1 (25:18, 23:25, 25:27, 20:25)        | Europejski turniej kwalifikacyjny – play-off        |        |
|      | Włochy      | Warna   | 1 października | 0:3 (23:25, 20:25, 16:25)               | Europejski turniej kwalifikacyjny – mecz 3. miejsce |        |

### Grand Prix 2008
| Nr  | Przeciwnik        | Miejsce         | Data       | Wynik (Polska-przeciwnik)               | Impreza           | Raport |
| --- | ----------------- | --------------- | ---------- | --------------------------------------- | ----------------- | ------ |
| 42. | Kuba              | Alassio         | 20 czerwca | 1:3 (20:25, 31:29, 21:25, 24:26)        | Faza eliminacyjna |        |
| 43. | Włochy            | Alassio         | 21 czerwca | 1:3 (17:25, 22:25, 25:23, 16:25)        | Faza eliminacyjna |        |
| 44. | Dominikana        | Alassio         | 22 czerwca | 2:3 (21:25, 25:23, 25:19, 23:25, 11:15) | Faza eliminacyjna |        |
| 45. | Dominikana        | Wrocław         | 27 czerwca | 1:3 (22:25, 25:19, 17:25, 20:25)        | Faza eliminacyjna |        |
| 46. | Tajlandia         | Wrocław         | 28 czerwca | 2:3 (25:19, 21:25, 25:18, 23:25, 4:15)  | Faza eliminacyjna |        |
| 47. | Stany Zjednoczone | Wrocław         | 29 czerwca | 0:3 (17:25, 16:25, 20:25)               | Faza eliminacyjna |        |
| 48. | Stany Zjednoczone | Chińskie Tajpej | 4 lipca    | 1:3 (25:20, 23:25, 19:25, 10:25)        | Faza eliminacyjna |        |
| 49. | Włochy            | Chińskie Tajpej | 5 lipca    | 2:3 (25:23, 25:23, 20:25, 14:25, 16:18) | Faza eliminacyjna |        |
| 50. | Turcja            | Chińskie Tajpej | 6 lipca    | 3:0 (25:21, 25:22, 25:22)               | Faza eliminacyjna |        |

### Grand Prix 2009
| Nr  | Przeciwnik | Miejsce  | Data        | Wynik (Polska-przeciwnik)               | Impreza           | Raport |
| --- | ---------- | -------- | ----------- | --------------------------------------- | ----------------- | ------ |
| 51. | Tajlandia  | Kielce   | 31 lipca    | 2:3 (25:12, 23:25, 22:25, 25:19, 13:15) | Faza eliminacyjna |        |
| 52. | Holandia   | Kielce   | 1 sierpnia  | 0:3 (23:25, 20:25, 21:25)               | Faza eliminacyjna |        |
| 53. | Japonia    | Kielce   | 2 sierpnia  | 3:0 (25:20, 26:24, 27:25)               | Faza eliminacyjna |        |
| 54. | Chiny      | Makau    | 7 sierpnia  | 2:3 (19:25, 27:25, 26:24, 14:25, 12:15) | Faza eliminacyjna |        |
| 55. | Brazylia   | Makau    | 8 sierpnia  | 1:3 (22:25, 9:25, 25:13, 15:25)         | Faza eliminacyjna |        |
| 56. | Tajlandia  | Makau    | 9 sierpnia  | 3:0 (26:24, 25:13, 25:22)               | Faza eliminacyjna |        |
| 57. | Holandia   | Hongkong | 14 sierpnia | 0:3 (17:25, 17:25, 13:25)               | Faza eliminacyjna |        |
| 58. | Chiny      | Hongkong | 15 sierpnia | 3:2 (25:21, 25:21, 18:25, 24:26, 15:11) | Faza eliminacyjna |        |
| 59. | Dominikana | Hongkong | 16 sierpnia | 3:2 (22:25, 25:23, 25:14, 13:25, 15:11) | Faza eliminacyjna |        |

### Grand Prix 2010
| Nr  | Przeciwnik        | Miejsce | Data        | Wynik (Polska-przeciwnik)               | Impreza           | Raport |
| --- | ----------------- | ------- | ----------- | --------------------------------------- | ----------------- | ------ |
| 60. | Niemcy            | Gdynia  | 6 sierpnia  | 3:1 (25:18, 16:25, 25:22, 26:24)        | Faza eliminacyjna |        |
| 61. | Dominikana        | Gdynia  | 7 sierpnia  | 3:0 (25:23, 25:16, 25:14)               | Faza eliminacyjna |        |
| 62. | Stany Zjednoczone | Gdynia  | 8 sierpnia  | 3:1 (16:25, 26:24, 25:19, 25:23)        | Faza eliminacyjna |        |
| 63. | Chińskie Tajpej   | Okayama | 13 sierpnia | 3:0 (25:16, 26:19, 25:15)               | Faza eliminacyjna |        |
| 64. | Japonia           | Okayama | 14 sierpnia | 1:3 (19:25, 21:25, 25:19, 16:25)        | Faza eliminacyjna |        |
| 65. | Niemcy            | Okayama | 15 sierpnia | 3:1 (25:23, 25:23, 29:31, 25:20)        | Faza eliminacyjna |        |
| 66. | Chińskie Tajpej   | Mokpo   | 20 sierpnia | 3:0 (25:19, 25:18, 25:9)                | Faza eliminacyjna |        |
| 67. | Portoryko         | Mokpo   | 21 sierpnia | 3:0 (25:20, 25:20, 25:14)               | Faza eliminacyjna |        |
| 68. | Brazylia          | Mokpo   | 22 sierpnia | 0:3 (16:25, 25:27, 16:25)               | Faza eliminacyjna |        |
| 69. | Stany Zjednoczone | Ningbo  | 25 sierpnia | 2:3 (25:13, 25:18, 26:28, 19:25, 12:15) | Turniej finałowy  |        |
| 70. | Brazylia          | Ningbo  | 26 sierpnia | 1:3 (21:25, 25:23, 20:25, 17:25)        | Turniej finałowy  |        |
| 71. | Chiny             | Ningbo  | 27 sierpnia | 0:3 (19:25, 19:25, 17:25)               | Turniej finałowy  |        |
| 72. | Japonia           | Ningbo  | 28 sierpnia | 3:1 (25:15, 21:25, 25:23, 25:22)        | Turniej finałowy  |        |
| 73. | Włochy            | Ningbo  | 29 sierpnia | 1:3 (25:23, 15:25, 23:25, 17:25)        | Turniej finałowy  |        |

### Grand Prix 2011
| Nr  | Przeciwnik       | Miejsce      | Data        | Wynik (Polska-przeciwnik)               | Impreza           | Raport |
| --- | ---------------- | ------------ | ----------- | --------------------------------------- | ----------------- | ------ |
| 74. | Argentyna        | Bydgoszcz    | 5 sierpnia  | 3:0 (25:20, 25:17, 25:22)               | Faza eliminacyjna |        |
| 75. | Dominikana       | Bydgoszcz    | 6 sierpnia  | 2:3 (25:21, 17:25, 24:26, 25:23, 16:18) | Faza eliminacyjna |        |
| 76. | Włochy           | Bydgoszcz    | 7 sierpnia  | 1:3 (12:25, 25:21, 24:26, 14:25)        | Faza eliminacyjna |        |
| 77. | Argentyna        | Zielona Góra | 12 sierpnia | 3:0 (25:20, 25:20, 25:23)               | Faza eliminacyjna |        |
| 78. | Korea Południowa | Zielona Góra | 13 sierpnia | 0:3 (21:25, 32:34, 23:25)               | Faza eliminacyjna |        |
| 79. | Kuba             | Zielona Góra | 14 sierpnia | 3:1 (25:15, 25:21, 23:25, 25:20)        | Faza eliminacyjna |        |
| 80. | Kazachstan       | Hongkong     | 19 sierpnia | 3:0 (25:20, 25:12, 25:20)               | Faza eliminacyjna |        |
| 81. | Dominikana       | Hongkong     | 20 sierpnia | 1:3 (26:24, 26:28, 24:26, 17:25)        | Faza eliminacyjna |        |
| 82. | Chiny            | Hongkong     | 21 sierpnia | 0:3 (20:25, 17:25, 22:25)               | Faza eliminacyjna |        |

### Grand Prix 2012
| Nr  | Przeciwnik       | Miejsce   | Data       | Wynik (Polska-przeciwnik)               | Impreza           | Raport |
| --- | ---------------- | --------- | ---------- | --------------------------------------- | ----------------- | ------ |
| 83. | Serbia           | Łódź      | 8 czerwca  | 3:2 (24:26, 25:22, 20:25, 25:16, 15:10) | Faza eliminacyjna |        |
| 84. | Włochy           | Łódź      | 9 czerwca  | 1:3 (22:25, 25:23, 20:25, 29:31)        | Faza eliminacyjna |        |
| 85. | Brazylia         | Łódź      | 10 czerwca | 2:3 (15:25, 13:25, 25:23, 25:22, 10:15) | Faza eliminacyjna |        |
| 86. | Korea Południowa | Foshan    | 15 czerwca | 3:0 (25:17, 25:16, 25:22)               | Faza eliminacyjna |        |
| 87. | Chińskie Tajpej  | Foshan    | 16 czerwca | 3:0 (25:10, 26:24, 25:19)               | Faza eliminacyjna |        |
| 88. | Chiny            | Foshan    | 17 czerwca | 0:3 (19:25, 17:25, 27:29)               | Faza eliminacyjna |        |
| 89. | Chińskie Tajpej  | Kaohsiung | 22 czerwca | 3:1 (25:16, 22:25, 25:20,25:21)         | Faza eliminacyjna |        |
| 90. | Dominikana       | Kaohsiung | 23 czerwca | 3:0 (25:16, 25:19, 25:14)               | Faza eliminacyjna |        |
| 91. | Włochy           | Kaohsiung | 24 czerwca | 2:3 (25:23, 25:20, 24:26, 23:25, 13:15) | Faza eliminacyjna |        |

### Grand Prix 2013
| Nr   | Przeciwnik        | Miejsce  | Data        | Wynik (Polska-przeciwnik)               | Impreza           | Raport |
| ---- | ----------------- | -------- | ----------- | --------------------------------------- | ----------------- | ------ |
| 92.  | Brazylia          | Campinas | 2 sierpnia  | 1:3 (25:21, 17:25, 15:25, 20:25)        | Faza eliminacyjna |        |
| 93.  | Stany Zjednoczone | Campinas | 3 sierpnia  | 0:3 (22:25, 23:25, 16:25)               | Faza eliminacyjna |        |
| 94.  | Rosja             | Campinas | 4 sierpnia  | 2:3 (21:25, 25:22, 27:29, 30:28, 13:15) | Faza eliminacyjna |        |
| 95.  | Kazachstan        | Płock    | 9 sierpnia  | 3:0 (25:17, 25:17, 25:11)               | Faza eliminacyjna |        |
| 96.  | Niemcy            | Płock    | 10 sierpnia | 0:3 (17:25, 17:25, 24:26)               | Faza eliminacyjna |        |
| 97.  | Japonia           | Płock    | 11 sierpnia | 0:3 (19:25, 24:25, 15:25)               | Faza eliminacyjna |        |
| 98.  | Serbia            | Wuhan    | 16 sierpnia | 1:3 (14:25, 20:25, 25:22, 21:25)        | Faza eliminacyjna |        |
| 99.  | Chiny             | Wuhan    | 17 sierpnia | 1:3 (18:25, 21:25,25:16, 23:25)         | Faza eliminacyjna |        |
| 100. | Argentyna         | Wuhan    | 18 sierpnia | 3:2 (25:21, 21:25, 25:12, 23:25, 15:11) | Faza eliminacyjna |        |

### Grand Prix 2014
| Nr   | Przeciwnik | Miejsce    | Data        | Wynik (Polska-przeciwnik)               | Impreza            | Raport |
| ---- | ---------- | ---------- | ----------- | --------------------------------------- | ------------------ | ------ |
| 101. | Belgia     | Lima       | 25 lipca    | 3:1 (25:18, 25:23, 22:25, 25:21)        | II dywizja         |        |
| 102. | Kanada     | Lima       | 26 lipca    | 3:1 (25:15, 14:25, 25:21, 25:11)        | II dywizja         |        |
| 103. | Peru       | Lima       | 27 lipca    | 3:1 (25:22, 25:23, 21:25, 25:20)        | II dywizja         |        |
| 104. | Kuba       | Trujillo   | 1 sierpnia  | 3:0 (25:21, 26:24, 25:12)               | II dywizja         |        |
| 105. | Portoryko  | Trujillo   | 2 sierpnia  | 1:3 (24:26, 26:24, 10:25, 22:25)        | II dywizja         |        |
| 106. | Peru       | Trujillo   | 3 sierpnia  | 3:2 (18:25, 25:23, 25:18, 22:25, 15:12) | II dywizja         |        |
| 107. | Belgia     | Doetinchem | 8 sierpnia  | 0:3 (20:25, 19:25, 12:25)               | II dywizja         |        |
| 108. | Portoryko  | Doetinchem | 9 sierpnia  | 1:3 (18:25, 18:25, 25:18, 22:25)        | II dywizja         |        |
| 109. | Holandia   | Doetinchem | 10 sierpnia | 0:3 (18:25, 21:25, 20:25)               | II dywizja         |        |
| 110. | Belgia     | Koszalin   | 15 sierpnia | 0:3 (19:25, 16:25, 15:25)               | Baraże o I dywizję |        |
| 111. | Portoryko  | Koszalin   | 16 sierpnia | 0:3 (19:25, 17:25, 22:25)               | Baraże o I dywizję |        |

### Grand Prix 2015
| Nr   | Przeciwnik | Miejsce  | Data       | Wynik (Polska-przeciwnik)        | Impreza                       | Raport |
| ---- | ---------- | -------- | ---------- | -------------------------------- | ----------------------------- | ------ |
| 112. | Bułgaria   | Carolina | 3 lipca    | 3:0 (25:17, 25:20, 25:22)        | I turniej                     |        |
| 113. | Portoryko  | Carolina | 4 lipca    | 1:3 (19:25, 25:21, 19:25, 18:25) | I turniej                     |        |
| 114. | Kanada     | Carolina | 5 lipca    | 3:1 (25:18, 20:25, 28:26, 25:17) | I turniej                     |        |
| 115. | Holandia   | Formosa  | 10 lipca   | 0:3 (18:25, 20:25, 15:25)        | II turniej                    |        |
| 116. | Kanada     | Formosa  | 11 lipca   | 3:1 (25:20, 19:25, 25:17, 27:25) | II turniej                    |        |
| 117. | Argentyna  | Formosa  | 12 lipca   | 3:0 (25:21, 25:23, 27:25)        | II turniej                    |        |
| 118. | Portoryko  | Lublin   | 1 sierpnia | 3:1 (25:21, 21:25, 25:16, 25:23) | Baraże o I dywizję – półfinał |        |
| 119. | Holandia   | Lublin   | 2 sierpnia | 0:3 (19:25, 19:25, 16:25)        | Baraże o I dywizję – finał    |        |

### Grand Prix 2016
| Nr   | Przeciwnik | Miejsce      | Data       | Wynik (Polska-przeciwnik)               | Impreza                       | Raport |
| ---- | ---------- | ------------ | ---------- | --------------------------------------- | ----------------------------- | ------ |
| 120. | Kanada     | Zielona Góra | 3 czerwca  | 3:1 (25:19, 28:30, 25:15, 25:20)        | I turniej                     |        |
| 121. | Czechy     | Zielona Góra | 4 czerwca  | 3:1 (25:15, 23:25, 25:20, 25:23)        | I turniej                     |        |
| 122. | Portoryko  | Zielona Góra | 5 czerwca  | 2:3 (25:18, 23:25, 25:15, 26:28, 13:15) | I turniej                     |        |
| 123. | Argentyna  | Włocławek    | 10 czerwca | 3:2 (25:23, 24:26, 25:15, 23:25, 15:10) | II turniej                    |        |
| 124. | Kenia      | Włocławek    | 11 czerwca | 3:0 (25:18, 25:10, 25:14)               | II turniej                    |        |
| 125. | Portoryko  | Włocławek    | 12 czerwca | 0:3 (21:25, 21:25, 23:25)               | II turniej                    |        |
| 126. | Bułgaria   | Warna        | 18 czerwca | 3:1 (23:25, 25:21, 25:15, 25:21)        | Baraże o I dywizję – półfinał |        |
| 127. | Dominikana | Warna        | 19 czerwca | 2:3 (25:21, 25:23, 18:25, 20:25, 11:15) | Baraże o I dywizję – finał    |        |

### Grand Prix 2017
| Nr   | Przeciwnik       | Miejsce                 | Data     | Wynik (Polska-przeciwnik)        | Impreza                       | Raport |
| ---- | ---------------- | ----------------------- | -------- | -------------------------------- | ----------------------------- | ------ |
| 128. | Chorwacja        | Neuquén                 | 7 lipca  | 3:0 (25:10, 25:9, 25:18)         | I turniej                     |        |
| 129. | Kanada           | Neuquén                 | 8 lipca  | 3:0 (25:22, 25:9, 25:23)         | I turniej                     |        |
| 130. | Argentyna        | Neuquén                 | 9 lipca  | 3:0 (25:21, 25:19, 25:14)        | I turniej                     |        |
| 131. | Peru             | Ostrowiec Świętokrzyski | 14 lipca | 3:1 (22:25, 25:17, 27:25, 27:25) | II turniej                    |        |
| 132. | Argentyna        | Ostrowiec Świętokrzyski | 15 lipca | 3:0 (25:10, 26:24, 25:15)        | II turniej                    |        |
| 133. | Korea Południowa | Ostrowiec Świętokrzyski | 16 lipca | 1:3 (26:24, 23:25, 19:25, 24:26) | II turniej                    |        |
| 134. | Kolumbia         | Suwon                   | 21 lipca | 3:0 (25:15, 25:14, 25:16)        | III turniej                   |        |
| 135. | Kazachstan       | Suwon                   | 22 lipca | 3:0 (25:12, 25:21, 25:14)        | III turniej                   |        |
| 136. | Korea Południowa | Suwon                   | 23 lipca | 0:3 (23:25, 20:25, 22:25)        | III turniej                   |        |
| 137. | Czechy           | Ostrawa                 | 29 lipca | 3:1 (25:27, 25:20, 25:21, 25:20) | Baraże o I dywizję – półfinał |        |
| 138. | Korea Południowa | Ostrawa                 | 30 lipca | 3:0 (25:19, 25:21, 25:21)        | Baraże o I dywizję – finał    |        |

## Bilans spotkań według krajów
| Lp.   | Reprezentacja     | Liczba meczów | Wygrane | Wygrane | Wygrane | Przegrane | Przegrane | Przegrane | Bilans meczów wygrane:przegrane | Bilans setów wygrane:przegrane |
| Lp.   | Reprezentacja     | Liczba meczów | 3:0     | 3:1     | 3:2     | 2:3       | 1:3       | 0:3       | Bilans meczów wygrane:przegrane | Bilans setów wygrane:przegrane |
| ----- | ----------------- | ------------- | ------- | ------- | ------- | --------- | --------- | --------- | ------------------------------- | ------------------------------ |
| 1     | Argentyna         | 7             | 5       | -       | 2       | -         | -         | -         | 7:0                             | 21:4                           |
| 2     | Azerbejdżan       | 1             | -       | -       | 1       | -         | -         | -         | 1:0                             | 3:2                            |
| 3     | Belgia            | 3             | -       | 1       | -       | -         | -         | 2         | 1:2                             | 3:7                            |
| 4     | Brazylia          | 9             | -       | -       | -       | 1         | 3         | 5         | 0:9                             | 5:27                           |
| 5     | Bułgaria          | 2             | 1       | 1       | -       | -         | -         | -         | 2:0                             | 6:1                            |
| 6     | Chiny             | 12            | -       | -       | 2       | 3         | 2         | 5         | 2:10                            | 14:34                          |
| 7     | Chorwacja         | 1             | 1       | -       | -       | -         | -         | -         | 1:0                             | 3:0                            |
| 8     | Czechy            | 2             | -       | 2       | -       | -         | -         | -         | 2:0                             | 6:2                            |
| 9     | Chińskie Tajpej   | 4             | 3       | 1       | -       | -         | -         | -         | 4:0                             | 12:1                           |
| 10    | Dominikana        | 12            | 3       | 1       | 1       | 3         | 4         | -         | 5:7                             | 25:24                          |
| 11    | Holandia          | 6             | -       | -       | -       | -         | -         | 6         | 0:6                             | 0:18                           |
| 12    | Japonia           | 9             | 2       | 2       | 1       | -         | 1         | 3         | 5:4                             | 16:16                          |
| 13    | Kanada            | 5             | 1       | 4       | -       | -         | -         | -         | 5:0                             | 15:4                           |
| 14    | Kazachstan        | 4             | 3       | 1       | -       | -         | -         | -         | 4:0                             | 12:1                           |
| 15    | Kenia             | 1             | 1       | -       | -       | -         | -         | -         | 1:0                             | 3:0                            |
| 16    | Kolumbia          | 1             | 1       | -       | -       | -         | -         | -         | 1:0                             | 3:0                            |
| 17    | Korea Południowa  | 8             | 4       | -       | -       | 1         | 1         | 2         | 4:4                             | 15:12                          |
| 18    | Kuba              | 4             | 1       | 1       | -       | 1         | 1         | -         | 2:2                             | 9:7                            |
| 19    | Niemcy            | 4             | -       | 2       | 1       | -         | -         | 1         | 3:1                             | 9:7                            |
| 20    | Peru              | 3             | -       | 2       | 1       | -         | -         | -         | 3:0                             | 9:4                            |
| 21    | Portoryko         | 8             | 1       | 1       | -       | 1         | 3         | 2         | 2:6                             | 11:19                          |
| 22    | Rosja             | 6             | 1       | -       | -       | 2         | -         | 3         | 1:5                             | 7:15                           |
| 23    | Serbia            | 2             | -       | -       | 1       | -         | 1         | -         | 1:1                             | 4:5                            |
| 24    | Stany Zjednoczone | 8             | -       | 2       | -       | 2         | 2         | 2         | 2:6                             | 12:20                          |
| 25    | Tajlandia         | 4             | 2       | -       | -       | 2         | -         | -         | 2:2                             | 10:6                           |
| 26    | Turcja            | 1             | 1       | -       | -       | -         | -         | -         | 1:0                             | 3:0                            |
| 27    | Włochy            | 11            | 2       | 1       | -       | 2         | 4         | 2         | 3:8                             | 17:25                          |
| Razem | Razem             | 138           | 33      | 22      | 10      | 18        | 22        | 33        | 65:73                           | 253:261                        |

Aktualizacja po GP 2017

## Bilans spotkań według edycji
| Rok   | Edycja | Miejsce | Liczba meczów | Zwycięstwa | Porażki | Sety    | Trener           |
| ----- | ------ | ------- | ------------- | ---------- | ------- | ------- | ---------------- |
| 2004  | XII    | 8.      | 9             | 4          | 5       | 14:18   | Andrzej Niemczyk |
| 2005  | XIII   | 7.      | 9             | 5          | 4       | 15:15   | Andrzej Niemczyk |
| 2006  | XIV    | 12.     | 9             | 1          | 8       | 11:26   | Andrzej Niemczyk |
| 2007  | XV     | 6.      | 14            | 7          | 7       | 27:26   | Marco Bonitta    |
| 2008  | XVI    | 10.     | 9             | 1          | 8       | 13:24   | Marco Bonitta    |
| 2009  | XVII   | 7.      | 9             | 4          | 5       | 17:19   | Jerzy Matlak     |
| 2010  | XVIII  | 6.      | 14            | 8          | 6       | 29:22   | Jerzy Matlak     |
| 2011  | XIX    | 10.     | 9             | 4          | 5       | 16:16   | Alojzy Świderek  |
| 2012  | XX     | 8.      | 9             | 5          | 4       | 20:15   | Alojzy Świderek  |
| 2013  | XXI    | 15.     | 9             | 2          | 7       | 11:23   | Piotr Makowski   |
| 2014  | XXII   | 16.     | 11            | 5          | 6       | 17:23   | Piotr Makowski   |
| 2015  | XXIII  | 14.     | 8             | 5          | 3       | 16:12   | Jacek Nawrocki   |
| 2016  | XXIV   | 14.     | 8             | 5          | 3       | 19:14   | Jacek Nawrocki   |
| 2017  | XXV    | 13.     | 11            | 9          | 2       | 28:8    | Jacek Nawrocki   |
| Razem | Razem  | Razem   | 138           | 65         | 73      | 253:260 |                  |